# Иванка Антонова
Иванка Атанасова Антонова е българска актриса от Старозагорския драматичен театър „Гео Милев“, активен член на Тракийско дружество „Одринска епопея“, носител на "Почетен знак на Кмета на Стара Загора".

## Биография
Иванка Антонова е родена на 18 септември 1924 г. в с. Каракасъм, разположено на 27 километра южно от Одрин. Завършва Девическата гимназия в Стара Загора през 1944 г. Била е член на РМС и заради активна комунистическа дейност е изключена от гимназията.
Първите си стъпки като актриса прави на улицата под ръководството на уличен музикант в Стара Загора. След това в училище участва в оперетата „За птичките“. По-късно е в теаралната трупа на Братството на „Св. Богородица“. Именно на негова постановка е забелязана от актрисата Мара Шопова и е възхитена от нейните актьорски заложби. През 1945 г. за първи път играе на сцената на театъра в пиесата „Партизани“, режисирана от Веселина Генчева. Упоритата работа в театъра е възнаградена. На 24 февруари 1959 г. въз основа на Заповед № 587 на председателя на Комитета за наука, изкуство и култура и на основание член №9 от Указа за театрите, тя получава актьорско звание.
Повече от 30 години пресътворява образи в Драматичен театър „Гео Милев“.
На сцените на Старозагорския, Сливенския, Хасковския, Пазарджишкия, Димитровградския и отново на Старозагорския театър Иванка Антонова пресъздава над 100 образа. В Димитровградския театър работи от 16 януари 1952 г. до 16 юни 1953 г., в Пазарджишкия от 16 август 1953 до 1 август 1955 г., в Сливенския от 1 август 1955 до 15 август 1957 г. и в Хасковския от 15 август 1957 до 15 август 1959 г. От септември 1959 г. се завръша в Старозагорския театър, където работи до пенсионирането си на 1 септември 1983 г.

## Роли
Незабравими за зрителите са превъплъщенията като Акулина от „Силата на мрака“ (1959 – 1960 г.) на Лев Николаевич Толстой, Баба Гицка от „Големанов“ (1968 – 1969 г.) на Ст. Л. Костов, Куцата от „Студена земя“ (1964 – 1965 г.) на Христо Кацаров, Баба Парашкева от „Дяволския кръг“ (1971 – 1972 г.) на Хеда Цинер, Димитрица от „Любов необяснима“ (1973 – 1974 г.) от Недялко Йорданов и др. Гастролира в Чехословакия, Югославия, СССР.

## Награди
Носител на наградата „Стара Загора“. По повод 25-годишната творческа дейност е отличена с почетна златна значка на Съюза на артистите в България. Отличена е с ордените „Кирил и Методий“ – ІІ степен, „За народна свобода“ – ІІ степен, „9-и септември“ – ІІІ степен, Златна значка на ДКМС, Сребърна значка на Централния съвет на Българските професионални съюзи, носител на "Почетен знак на Кмета на Стара Загора"

## Обществена дейност
Член и активен участник в живота на Тракийското дружество „Одринска епопея“ – Стара Загора. Избирана е за делегат на конгреса на Съюза на тракийските дружества в България през 1995, 2002, 2003, 2006 г. Подготвя самодейци от Тероториалната организация на сляпо-глухите хора в Стара Загора.
Умира на 28 януари 2015 г. на 90-годишна възраст. Изпратена е с почести.